# Saint-Pierre-d'Albigny
Saint-Pierre-d'Albigny är en kommun i departementet Savoie i regionen Auvergne-Rhône-Alpes i sydöstra Frankrike. Kommunen ligger i kantonen Saint-Pierre-d'Albigny som tillhör arrondissementet Chambéry. År 2022 hade Saint-Pierre-d'Albigny 4 175 invånare.

## Befolkningsutveckling
Antalet invånare i kommunen Saint-Pierre-d'Albigny
| Referens: INSEE |